# Volleyball Club Lutry-Lavaux
Il Volleyball Club Lutry-Lavaux è una società pallavolistica maschile svizzera con sede a Lutry: milita nel campionato svizzero di Lega Nazionale B.

## Storia
Il Volleyball Club Lutry viene fondato nel 1976 e milita nelle categorie minori del campionato svizzero, raggiungendo la Lega Nazionale B nel 1985. Nel 1988 cambia denominazione in Volley-Ball Club Lavaux e, dopo aver sfiorato alcune volte la promozione in Lega Nazionale A, raggiunge la massima divisione elvetica nel 1996, esordendovi con il nome Volleyball Club Lutry-Lavaux: nel corso della stagione 1997-98 raggiunge la finale di Coppa di Svizzera, uscendo sconfitto contro il Näfels, nonostante la retrocessione al termine dell'annata; grazie a questo risultato esordisce in una competizione europea, la Coppa delle Coppe 1998-99, venendo eliminato al primo turno e retrocesso in Coppa CEV, dove di scena alla fase a gironi.
Dopo una sola annata in serie cadetta, nel 1999 il club è nuovamente in massima divisione, militandovi ininterrottamente fino al 2006; in questo periodo, raggiunge la seconda finale in coppa nazionale, perdendo ancora contro il Näfels. Dopo un quinquennio in LNB, tra il 2011 e il 2015 torna a calcare i campi della LNA, dove fa un'altra fugace apparizione nel campionato 2019-20: al termine dell'annata, chiusa anzitempo a causa della pandemia di Covid-19, il club decide di retrocedere volontariamente. 

## Rosa 2019-2020
| N° | Nome                 | Ruolo | Data di nascita   | Nazionalità sportiva |
| -- | -------------------- | ----- | ----------------- | -------------------- |
| 1  | Tim Taylor           | S     | 13 febbraio 1995  | Australia            |
| 2  | Pierre Secrétan      | C     | 9 aprile 1995     | Svizzera             |
| 3  | Romain Durussel      | S     | 16 gennaio 2003   | Svizzera             |
| 4  | Florian Pittet       | S     | 1º febbraio 1999  | Svizzera             |
| 5  | Luca Ineichen        | P     | 21 luglio 1998    | Svizzera             |
| 6  | Jurad McKenzie       | O     | 30 luglio 1972    | Svizzera             |
| 7  | Marc Briquet         | P     | 28 settembre 1991 | Svizzera             |
| 8  | Johan Lin            | O     | 20 gennaio 1996   | Svizzera             |
| 9  | Gaétan Jauffret      | S     | 20 maggio 1996    | Svizzera             |
| 10 | Basile Schiffer      | L     | 1990              | Svizzera             |
| 12 | Frédéric Maulat      | C     | 21 giugno 1989    | Svizzera             |
| 14 | Abdessamad Benbekkar | C     | 18 novembre 1985  | Svizzera             |
| 15 | Nicolas Patrouilleau | L     | 20 luglio 1984    | Svizzera             |
| 17 | Jean-Robert Rémy     | C     | 31 marzo 1985     | Svizzera             |

## Denominazioni precedenti
- 1976-1988: Volleyball Club Lutry
- 1988-1996: Volley-Ball Club Lavaux